# Pelmatosilpha sinhalensis
Pelmatosilpha sinhalensis är en kackerlacksart som beskrevs av Robert Walter Campbell Shelford 1908. Pelmatosilpha sinhalensis ingår i släktet Pelmatosilpha och familjen storkackerlackor.
Artens utbredningsområde är Sri Lanka. Inga underarter finns listade i Catalogue of Life.